# Italiaanse brainrot

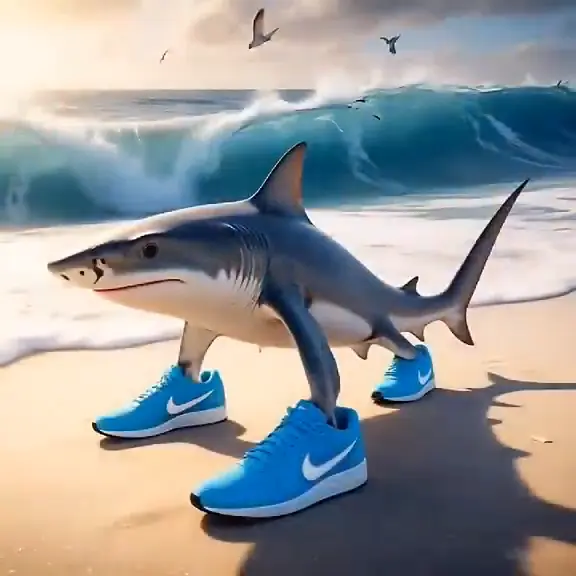
Tralalero Tralala, een haai met poten en blauwe Nike-schoenen

Italiaanse brainrot (Engels: Italian brain rot) is een reeks van surrealistische internetmemes die begin 2025 ontstond. De memes bestaan doorgaans uit absurde, door kunstmatige intelligentie gegenereerde afbeeldingen van hybride wezens met pseudo-Italiaanse namen. Het fenomeen verspreidde zich snel via sociale mediaplatforms als TikTok en Instagram, mede dankzij de combinatie van gesynthetiseerde 'Italiaanse' voice-overs, groteske, humoristische beelden, grove humor en onzinnige verhaallijnen.

## Achtergrond
De term brainrot werd in 2024 door Oxford University Press uitgeroepen tot woord van het jaar. Het verwijst naar de vermeende negatieve invloed van triviale of niet-uitdagende online content op het cognitief functioneren, maar het kan ook slaan op de inhoud zelf. Online gebruikers hanteren de term om zowel de absurditeit van de 'Italiaanse' memes te benadrukken als de algehele toename van AI-gegeneerde rommel op internet te bekritiseren.

## Beschrijving
Italiaanse brainrot kenmerkt zich door absurdistische beelden of video's die zijn gegenereerd met behulp van AI. Deze tonen vaak hybriden van dieren met alledaagse objecten, voedsel, wapens of andere dieren. De figuren krijgen (pseudo-)Italiaanse namen of bevatten stereotypisch Italiaanse culturele elementen. Ze worden doorgaans begeleid door AI-gegenereerde voice-overs van een Italiaanse man, vaak met inhoud die geen betekenis heeft. De stijl combineert surrealisme, elementen van 'uncanny valley' en post-ironische internethumor, typerend voor Generatie Z.
De eerste virale meme binnen deze stroming was het personage Tralalero Tralala, een driepotige haai op Nike-sportschoenen. De video waarin dit personage voor het eerst verscheen, werd op 13 januari 2025 geüpload door gebruiker @eZburger401, wiens account inmiddels is verwijderd. Het was echter gebruiker @noxaasht die het genre op bredere schaal onder de aandacht bracht. Vanaf maart 2025 verwierf het fenomeen internationale bekendheid, onder meer in Indonesië, de Verenigde Staten en andere delen van Europa. Sommige bedrijven gebruikten de stijl in promotionele campagnes, en er ontstonden zelfs memecoins geïnspireerd op de Italiaanse brainrot.

## Personages
In de Italiaanse brainrotcultuur komen verschillende door AI-gegenereerde personages voor, waaronder:
- Tralalero Tralala was het eerste virale personage. Het betreft een driepotige haai met Nike-schoenen, vaak afgebeeld terwijl hij vecht of springt. In veel video's herhaalt een voice-over de zin "Tralalero tralala".[2][3]
- Bombardiro Crocodilo is een wezen met het hoofd van een krokodil en het lichaam van een bommenwerper. Hij verschijnt regelmatig als tegenstander van Tralalero Tralala.[6]
- Tung Tung Tung Sahur is een antropomorf houten figuur, lijkend op een Indiase knots, die een knuppel vasthoudt. De naam verwijst via onomatopee naar het trommelen bij de Indonesische sahur-maaltijd.[14] Hoewel het vaak als Italiaans wordt opgevat, is het in oorsprong Indonesisch.[15]
- Boneca Ambalabu is een antropomorfe boomkikker met menselijke benen en het lichaam van een autoband.[16]
- Lirilì Larilà is een hybride van een cactus en een tweevoetige olifant die op sandalen loopt. De begeleidende voice-over is poëtisch en zangachtig.[3][16]
- Ballerina Cappuccina is een ballerina met een cappuccinomok als hoofd, gekleed in tutu en spitzen.[3][17]

## Kritiek
Sommige personages en memes uit de Italiaanse brainrotserie zijn bekritiseerd vanwege beledigende of controversiële inhoud.
Zo worden Tralalero Tralala en Bombardiro Crocodilo beschuldigd van islamofobie, omdat sommige video's teksten bevatten waarin zowel Allah als God worden bespot. Een voorbeeld is de zin: "Trallallero Trallalla, porco Dio e porco Allah" (waarbij 'porco Dio' een Italiaanse godslastering is die God vergelijkt met een varken, en 'porco Allah' een vergelijkbare godslastering jegens Allah is). Italiaanse gebruikers wijzen erop dat het hier ook gaat om de bredere traditie van bestemmia, oftewel blasfemische taal gericht tegen God, met name in christelijke context. Andere memes binnen deze stijl bevatten vergelijkbare godslasterlijke uitspraken, waaronder de veelgebruikte audio "Hotspot Bro". Deze werd onder meer gebruikt door het TikTok-account van de Amerikaanse Democratische Partij in een meme gericht tegen Elon Musk, wat door Italiaanse media werd bekritiseerd.
Daarnaast is er kritiek op Bombardiro Crocodilo vanwege associaties met het geweld in Gaza. In sommige video's wordt audio gebruikt waarin het vliegtuig kinderen in Gaza en Palestina bombardeert, wat werd opgevat als ongepaste satire.

## Galerij

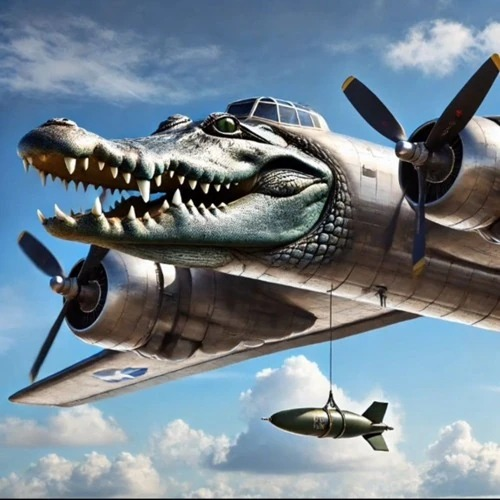
Bombardiro Crocodillo
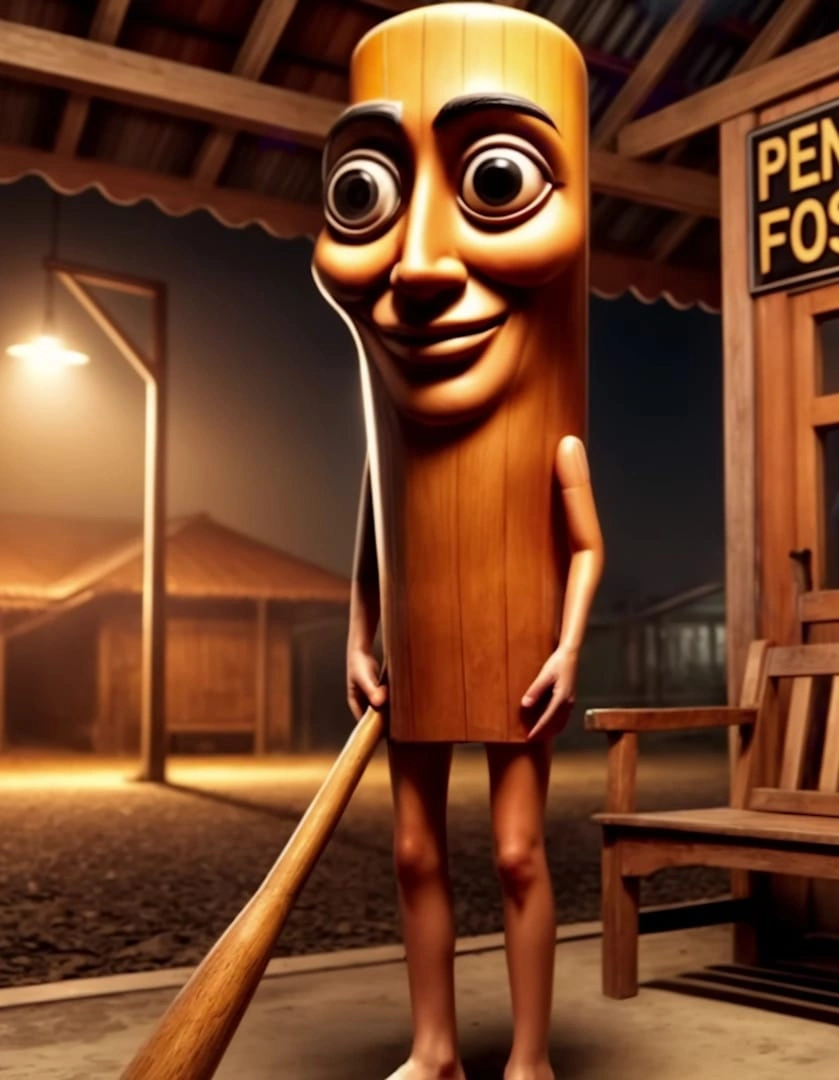
Tung Tung Tung Sahur
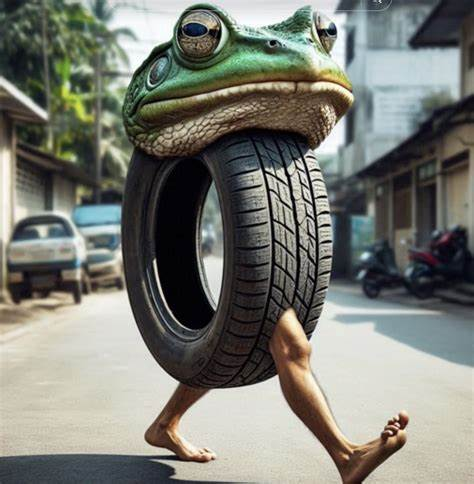
Boneca Ambalabu
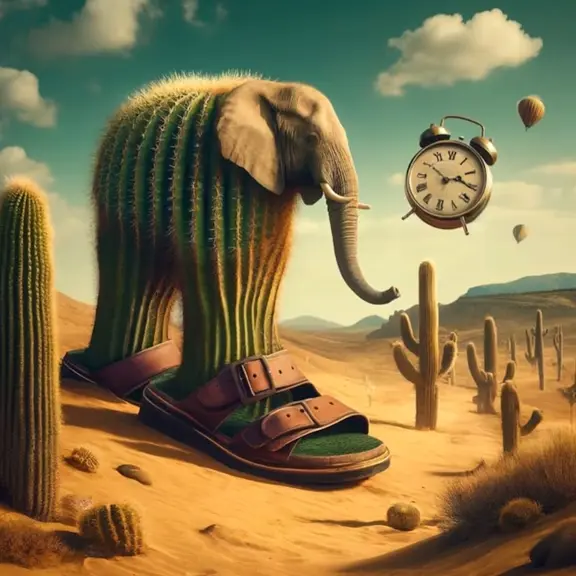
Lirilì Larilà
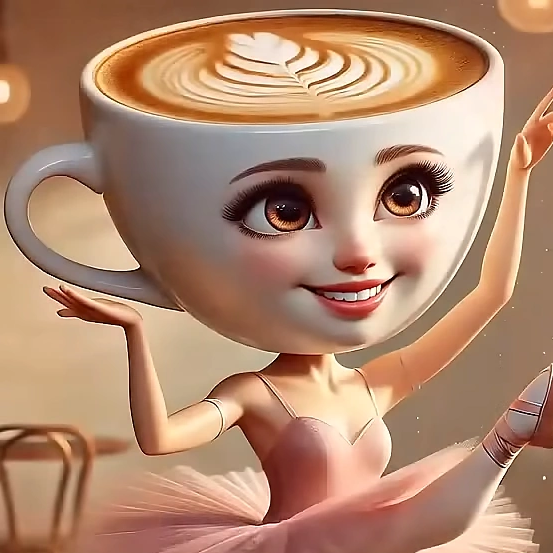
Ballerina Cappuccina